# Tetrastichus halidayi
Tetrastichus halidayi är en stekelart som först beskrevs av Graham 1961.  Tetrastichus halidayi ingår i släktet Tetrastichus och familjen finglanssteklar. Arten är reproducerande i Sverige. Inga underarter finns listade i Catalogue of Life.